# Siedliki
Siedliki – wieś w Polsce położona w województwie lubelskim, w powiecie parczewskim, w gminie Parczew.  W latach 1954–61 w granicach Parczewa.
Wieś stanowi sołectwo w gminie Parczew. Według Narodowego Spisu Powszechnego z roku 2011 wieś liczyła 50 mieszkańców.

## Historia
Wieś królewska położona była w drugiej połowie XVI wieku w powiecie lubelskim województwa lubelskiego. W latach 1975–1998 miejscowość administracyjnie należała do województwa bialskopodlaskiego.
Wieś wymienia Słownik geograficzny Królestwa Polskiego z roku 1889 w powiecie włodawskim w gminie Tyśmienica. Wieś posiadała wówczas 10 domów zamieszkałych przez 55 mieszkańców z gruntem włościańskim 113 mórg.
1 kwietnia 1929 część wsi Siedliki (28 ha 1.767 m²) wyłączono z gminy Tyśmienica i włączono do Parczewa.
5 października 1954 całą gromadę Siedliki (wieś Siedliki) wyłączono z gminy Tyśmienica i włączono ją do Parczewa
31 grudnia 1961 Siedliki wyłączono ponownie z Parczewa i włączono do nowo utworzonej gromady Parczew.
W latach 1975–1998 miejscowość administracyjnie należała do województwa bialskopodlaskiego.